# Natalie Dormer
Natalie Claire Dormer (Reading, 11 febbraio 1982) è un'attrice britannica.
È nota per il ruolo di Anna Bolena nella serie televisiva I Tudors, di Margaery Tyrell nella serie televisiva Il Trono di Spade e di Cressida nei film Hunger Games - Il canto della rivolta - Parte 1 e Parte 2.

## Biografia
Sin dall'infanzia ha studiato danza classica, moderna e jazz e a diciotto anni si è trasferita a Londra per studiare recitazione alla Webber Douglas Academy of Dramatic Art. Dormer è, inoltre, un mezzosoprano.
Il talento di Natalie è apparso al regista Lasse Hallström durante le riprese di Casanova, film del 2005 con protagonista Heath Ledger: la parte di Natalie, originariamente poco influente, venne appositamente ampliata dallo sceneggiatore. Questo film ha anche evidenziato la sua abilità nella scherma. Sempre nel 2005 ha avuto una piccola parte in Distant Shores. Dopo aver partecipato al film sul seduttore veneziano, la Dormer rimase fuori dagli schermi per nove mesi, cosa che lei attribuì ad una "cattiva rappresentazione". Nel frattempo, per mantenersi, ha lavorato come cameriera.
Nel 2006 ha fatto una piccola apparizione nell'episodio The Falls della serie Rebus. Dal 2007 al 2008 ha interpretato Anna Bolena nelle prime due stagioni della serie TV The Tudors, ruolo per il quale ha ricevuto diverse recensioni positive. Nel 2008 ha interpretato Moira Nicholson in un episodio della serie Miss Marple, basata sui gialli di Agatha Christie (Perché non l'hanno chiesto a Evans?, terzo della quarta stagione), ed è apparsa in numerosi film come Fence Walker e City of Life.
Nel marzo del 2009 ha fatto il suo debutto sul palcoscenico teatrale dello Young Vic interpretando Mizi nella sceneggiatura Sweet Nothings. Dopo sei mesi è tornata al cinema, prendendo parte a diversi film come La duchessa di York, W.E., Captain America - Il primo Vendicatore e nel corto drammatico della BBC Silk.
Dal 2012 al 2016 ha recitato nel ruolo di Margaery Tyrell nella serie televisiva fantasy della HBO Il Trono di Spade, guadagnando una nomination ai Screen Actors Guild Awards; nel marzo del 2012 è tornata allo Young Vic per recitare nel ruolo principale in After Miss Julie di Patrick Marber.
Nel 2013 è apparsa nel film automobilistico Rush e nel thriller The Counselor - Il procuratore; nello stesso anno ha impersonato Irene Adler nei tre episodi finali della prima stagione della serie televisiva Elementary, ruolo che ha poi reinterpretato anche nella seconda stagione. Ha quindi recitato, nel ruolo di Cressida, nei film Hunger Games: Il canto della rivolta - Parte 1 e Hunger Games: Il canto della rivolta - Parte 2; per calarsi nel ruolo si è rasata i capelli sul lato sinistro.
Nel 2017 Natalie Dormer ha confermato la sua presenza all'interno del videogioco Mass Effect: Andromeda nel ruolo di doppiatrice dell'Asari Dr. Lexi T’Perro. Sempre nel 2017 recita nella commedia Venus in Fur accanto a David Oakes, in scena al Theatre Royal Haymarker di Londra. L'anno successivo affianca George Clooney nello spot Nespresso. Nel 2019 è nel cast del biografico Il professore e il pazzo, dove recita accanto a Mel Gibson e Sean Penn.

## Vita privata
Dal 2011 al 2018 è stata fidanzata con il regista Anthony Byrne, che ha incontrato a Dublino durante le riprese di The Tudors nel 2007. Attualmente ha una relazione con l'attore David Oakes, da cui ha avuto una figlia nata nel gennaio 2021.
Dormer ha dichiarato che Cate Blanchett ha influenzato la sua carriera di attrice. Si identifica come una femminista, dicendo «mi sconvolge che le giovani generazioni di donne pensino che sia una parolaccia e la associno a una sorta di militantismo o senso di superiorità femminile. Non lo è. Significa solo liberazione, e uguaglianza»".
Dormer è nota per le sue frequenti scene di nudo in serie TV e film. Ha detto di sentirsi a suo agio nel fare scene di nudo, raccontando al London Evening Standard a gennaio 2016: «Il sesso fa parte della vita, ergo è parte dell'arte. Se rappresenti la vita reale, rappresenterai il sesso". In un'intervista con The Daily Telegraph nell'agosto 2015 disse: "Penso che il sesso e il romanticismo siano una parte enorme della motivazione umana. Finché sta informando la storia, allora non vedo quale sia il problema. Ovviamente a nessuno piace il sesso gratuito o la misoginia gratuita, allo stesso modo in cui la gente non dovrebbe amare la violenza gratuita. Ma penso che [Game of Thrones] sia abbastanza buono in questo modo. La violenza è abbastanza naturalistica. Non è iper-stilizzato. Non è glamour. E il sesso è abbastanza reale e sporco. Si tratta di quelle qualità crude e viscerali della vita umana che fanno buon dramma».
Dopo l'uscita di In Darkness - Nell'oscurità nel luglio 2018, che ha co-sceneggiato con il suo fidanzato e in cui Dormer e la sua co-protagonista Emily Ratajkowski si mostrano in diverse scene di nudo e di sesso, il film è stato criticato per quello che alcuni critici chiamavano «nudità gratuita». Dormer ha respinto questo in un'intervista con The Guardian, dicendo che «ci deve essere sessualità nel gioco di potere di un thriller. Abbiamo tutti avuto corpi, dopo tutto. In questo film la scena del sesso, che per me era una scena d'amore, è una metafora del modo in cui il mio personaggio si collega alla parte interpretata da Ed Skrein. Darkness è un buon equalizzatore e la scena della doccia mostra anche i tatuaggi sul corpo del mio personaggio e rende chiaro che non è del tutto chi pensi». Dormer sostenne che le scene di nudo «non indeboliscono» l'approccio femminista che porta al suo lavoro; ha detto in precedenza che «la mia esperienza personale è stata quella di lavorare su lavori fenomenali in cui gli uomini sono oggettivati tanto quanto le donne». Anche gli attori secondo lei ne soffrono: «Non c'era niente di Aidan Turner in Poldark? quindi in una certa misura sei giudicato sul tuo aspetto».

## Filmografia

### Attrice

#### Cinema
- Casanova, regia di Lasse Hallström (2005)
- Un colpo perfetto (Flawless), regia di Michael Radford (2007)
- City of Life, regia di Ali F. Mostafa (2009)
- Captain America - Il primo Vendicatore (Captain America: The First Avenger), regia di Joe Johnston (2011)
- W.E. - Edward e Wallis (W.E.), regia di Madonna (2011)
- Rush, regia di Ron Howard (2013)
- The Counselor - Il procuratore (The Counselor), regia di Ridley Scott (2013)
- Posh, regia di Lone Scherfig (2014)
- Hunger Games - Il canto della rivolta - Parte 1 (The Hunger Games: Mockingjay – Part 1), regia di Francis Lawrence (2014)
- Hunger Games - Il canto della rivolta - Parte 2 (The Hunger Games: Mockingjay – Part 2), regia di Francis Lawrence (2015)
- Jukai - La foresta dei suicidi (The Forest), regia di Jason Zada (2016)
- In Darkness - Nell'oscurità (In Darkness), regia di Anthony Byrne (2018)
- Paziente zero (Patient Zero), regia di Stefan Ruzowitzky (2018)
- Il professore e il pazzo (The Professor and the Madman), regia di Farhad Safinia (2019)
- The Wasp, regia di Guillem Morales (2024)

#### Televisione
- Distant Shores – serie TV, episodio 1x01 (2005)
- Rebus – serie TV, episodio 2x01 (2006)
- I Tudors (The Tudors) – serie TV, 21 episodi (2007-2010)
- Masterwork, regia di Jeffrey Nachmanoff – film TV (2009)
- Miss Marple (Agatha Christie's Marple) – serie TV, episodio 4x04 (2009)
- Silk – serie TV, 6 episodi (2011)
- The Fades – serie TV, 6 episodi (2011)
- Il Trono di Spade (Game of Thrones) – serie TV, 26 episodi (2012-2016)
- Elementary – serie TV, 6 episodi (2013-2015)
- La vita scandalosa di Lady W (The Scandalous Lady W), regia di Sheree Folkson – film TV (2015)
- Picnic at Hanging Rock – miniserie TV, 6 puntate (2018)
- Dark Crystal - La resistenza (The Dark Crystal: Age of Resistance) – serie TV (2019) - voce
- Penny Dreadful: City of Angels – serie TV, 10 episodi (2020)

#### Videoclip
- Someone New – Hozier (2015)

### Sceneggiatrice
- In Darkness - Nell'oscurità (In Darkness), regia di Anthony Byrne (2018)

## Riconoscimenti
| Anno | Premio                      | Titolo                                          | Categoria                                                | Risultato       |
| ---- | --------------------------- | ----------------------------------------------- | -------------------------------------------------------- | --------------- |
| 2008 | Montecarlo TV Festival      | I Tudors                                        | Miglior attrice in una serie drammatica                  | Candidato/a     |
| 2008 | Gemini Awards               | I Tudors                                        | Miglior attrice in una serie drammatica                  | Candidato/a     |
| 2009 | Gemini Awards               | I Tudors                                        | Miglior attrice in una serie drammatica                  | Candidato/a     |
| 2013 | Ewwy Awards                 | Il Trono di Spade                               | Miglior attrice non protagonista in una serie drammatica | Vincitore/trice |
| 2014 | NewNowNext Awards           | Hunger Games - Il canto della rivolta - Parte 1 | Miglior attrice emergente in un film                     | Candidato/a     |
| 2014 | Screen Actors Guild Awards  | Il Trono di Spade                               | Miglior cast in una serie drammatica                     | Candidato/a     |
| 2015 | Screen Actors Guild Awards  | Il Trono di Spade                               | Miglior cast in una serie drammatica                     | Candidato/a     |
| 2016 | Empire Awards               | Il Trono di Spade                               | miglior cast                                             | Vincitore/trice |
| 2016 | Face of the Future Awards   | N\A                                             | N\A                                                      | Vincitore/trice |
| 2016 | MTV Movie Awards            | Hunger Games - Il canto della rivolta - Parte 2 | miglior cast                                             | Candidato/a     |
| 2018 | Whatsonstage.com            | Venus in Fur                                    | miglior attrice in un'opera teatrale                     | Candidato/a     |
| 2019 | The Equity Ensemble Awards  | Picnic at Hanging Rock                          | miglior cast                                             | Candidato/a     |
| 2020 | Screen Actors Guild Awards  | Il Trono di Spade                               | miglior cast                                             | Candidato/a     |
| 2020 | CinEuphoria Awards          | Il Trono di Spade                               | Merit – Honorary Award                                   | Vincitore/trice |
| 2020 | Critics Choice Super Awards | Penny Dreadful: City of Angels                  | Miglior attrice in una serie horror                      | Candidato/a     |

## Doppiatrici italiane
Nelle versioni in italiano delle opere in cui ha recitato, Natalie Dormer è stata doppiata da:
- Chiara Gioncardi in Hunger Games - Il canto della rivolta - Parte 1 , Hunger Games - Il canto della rivolta - Parte 2, Jukai - La foresta dei suicidi (voce di Sara), Il professore e il pazzo
- Valentina Mari in Casanova, W.E. - Edward e Wallis, Elementary, The Counselor - Il procuratore, Jukai - La foresta dei suicidi (voce di Jess), Paziente zero
- Letizia Scifoni ne Il Trono di Spade, Posh, Penny Dreadful: City of Angels
- Domitilla D'Amico ne I Tudors, Silk
- Roberta Greganti in Picnic at Hanging Rock
- Benedetta Degli Innocenti in Un colpo perfetto
- Carmen Iovine in Captain America - Il primo Vendicatore
- Chiara Colizzi in Rush
- Alessia Amendola ne La vita scandalosa di Lady W
- Valentina Favazza in In Darkness - Nell'oscurità